# 닥터스 (텔레비전 프로그램)
《닥터스》(Doctors)는 2006년 11월 13일부터 2009년 11월 16일까지 방송되었던 의학 다큐멘터리 프로그램이었다.

## 기획 의도
불치의 병, 갑작스런 사고, 마주친 평범한 일상, 생명 등 소중에 대해 의료진들의 이야기가 되었던 의학 다큐멘터리 프로그램이었다.

## 코너
- 응급실 24 - 생사를 가르는 일분일초의 삶과 죽음의 경계선에서 있는 사람들
- 미라클 - 절망 속의 환자에게 새로운 삶을 선물하는 의료진의 기적 같은 이야기

## 후원자
- 방송문화진흥회
- 건강보험심사평가원

## 결방
2009년
- 10월 19일 : 파일럿 특집 《스타 시크릿》 편성으로 인한 결방

## 경쟁 건강 다큐 프로그램
- 영상기록 병원 24시 (KBS)
- 생로병사의 비밀 (KBS1)
- 현장기록 병원 (KBS)
- 병원 24시 (SBS) (종영) (SBS)
- 명의 (EBS)
- 생명최전선 (KBS)